# Liangshan (Jining)
Der Kreis Liangshan (chinesisch 梁山县, Pinyin Liángshān Xiàn) ist ein Kreis in der ostchinesischen Provinz Shandong. Er gehört zum Verwaltungsgebiet der bezirksfreien Stadt Jining. Liangshan hat eine Fläche von 960,8 km² und zählt 730.652 Einwohner (Stand: Zensus 2010). Sein Hauptort ist die Großgemeinde Liangshan (梁山镇).

## Administrative Gliederung
Auf Gemeindeebene setzt sich der Kreis aus neun Großgemeinden und fünf Gemeinden zusammen. 